# La Mesa (södra Aquismón)
La Mesa är en ort i Mexiko.   Den ligger i kommunen Aquismón och delstaten San Luis Potosí, i den centrala delen av landet, 230 km norr om huvudstaden Mexico City. La Mesa ligger 961 meter över havet och antalet invånare är 228.
Terrängen runt La Mesa är kuperad norrut, men söderut är den bergig. Runt La Mesa är det ganska tätbefolkat, med 90 invånare per kvadratkilometer. Närmaste större samhälle är Xilitla, 15,8 km sydost om La Mesa. I omgivningarna runt La Mesa växer i huvudsak städsegrön lövskog.